# Joaquim Timóteo de Oliveira Penteado
Nascido em 1879, na cidade paulista de Descalvado, Joaquim Timóteo de Oliveira Penteado dirigiu, a partir de 1920, as obras do trecho entre Caieiras e Campinas, da Estrada Velha de Campinas, atual Rodovia Tancredo de Almeida Neves (SP-332), durante o governo estadual de Washington Luís, em São Paulo, . À frente da Inspetoria de Estradas de Rodagem, foi o primeiro a empregar o revestimento de concreto em uma rodovia, no caso, o novo traçado do Caminho do Mar (SP-148).
Em 18 de janeiro de 1927, foi convidado para atuar como engenheiro-chefe da comissão para construção da antiga estrada Rio-São Paulo. Em 25 de março, a comissão foi fundida ao grupo responsável pela construção da Rio-Petrópolis, dando origem à Comissão Construtora de Estradas de Rodagem Federais (CERF), subordinada ao Ministério da Viação e Obras Públicas. Em 1929, o ministro Victor Konder designa Penteado para participar da delegação brasileira no 2º Congresso Panamericano de Estradas de Rodagem, em 16 de agosto, no qual apresentou a tese "O sistema rodoviário brasileiro e a rodovia Pan-Americana".
Em 28 de janeiro de 1930, há o registro de que um de seus irmãos, Afonso Maria de Oliveira Penteado, junto a Bento Lucas Cardoso, ofereceu uma ação (participação societária) da Companhia Paulista de Estradas de Ferro ao Centro Acadêmico XI de Agosto, da Faculdade de Direito de São Paulo.
Após a extinção da CERF em 06 de janeiro de 1931, pelo governo provisório fruto da insurreição de dois meses antes, o nome de Timóteo volta a aparecer, mediante sua efetivação como Diretor-Geral do Departamento de Estradas de Rodagem, em 11 de março de 1939.
Percorreu a Estrada Velha de Itu/Estrada dos Romeiros junto a Afonso d'Escragnolle Taunay, João Batista da Costa (pintor) e Oliveira Vianna.
Falecido em 19 de outubro de 1950, foi homenageado com a denominação póstuma de uma praça, no bairro do Butantã, em São Paulo/SP. É o patrono da cadeira nº 118 da Academia Nacional de Engenharia.